# Shang-Chi et la Légende des Dix Anneaux
Pour le héros de comics, voir Shang-Chi.
Série l'univers cinématographique Marvel
Black Widow
(2021) Les Éternels
(2021)
Pour plus de détails, voir Fiche technique et Distribution.
Shang-Chi et la Légende des Dix Anneaux (Shang-Chi and the Legend of the Ten Rings) est un film de super-héros américain réalisé par Destin Daniel Cretton, sorti en 2021.
Il s'agit d'une adaptation cinématographique du personnage de Shang-Chi, issu des Marvel Comics, créé dans les années 1970 par le scénariste Steve Englehart et les dessinateurs Al Milgrom et Jim Starlin.
Vingt-cinquième film de l'univers cinématographique Marvel et deuxième de la phase IV, il met en vedette Simu Liu en tant qu'interprète du personnage principal, Awkwafina dans le rôle de Katy, Meng'er Zhang dans le rôle de Xialing, Michelle Yeoh dans le rôle de Ying Nan et Tony Leung Chiu-wai dans le rôle de Mandarin.
Le film est officiellement annoncé par Kevin Feige le 20 juillet 2019 lors du San Diego Comic-Con de 2019. Le long-métrage a la particularité de mettre pour la première fois en vedette un protagoniste d'origine asiatique issu de l'univers Marvel.

## Synopsis
Plus d'un millénaire avant l'époque présente, le guerrier Xu Wenwu met la main sur des anneaux lui conférant vie éternelle et force surhumaine, qu'il utilise pour conquérir des royaumes en menant son armée, qu'il nomme les Dix Anneaux. La soif de conquête de Wenwu est insatiable, jusqu'à ce qu'il entende parler du légendaire village de Ta Lo. Bien qu'il parvienne à localiser l'entrée de ce dernier, il est vaincu par une jeune femme qui protège son village, Ying Li. En dépit de sa défaite, Wenwu s'éprend de Li, et bientôt les deux anciens adversaires se marient et fondent une famille, donnant naissance à deux enfants, Shang-Chi et Xialing. Les deux enfants reçoivent de Li un pendentif censé les guider vers leur foyer dès qu'ils se sentiront perdus.
Toutefois, à la suite de la mort de Li qui a été assassinée par un groupe de criminels autrefois lésés par Wenwu, ce dernier reprend les anneaux dont il avait abandonné le pouvoir, et reforme son armée. Il forme également son fils Shang-Chi à devenir un assassin redoutable, laissant de côté Xialing qui s'entraîne seule et devient elle aussi une combattante incroyablement douée en arts martiaux. Envoyé à l'âge de quatorze ans accomplir sa première mission d'assassinat (ciblant le chef du gang ayant tué Li), Shang-Chi déserte les Dix Anneaux et tente de refaire sa vie à San Francisco.
En 2024, quelques mois après la fin de l'Éclipse, Shang-Chi vit sous un faux nom, Shaun, et travaille en tant que voiturier dans un hôtel tout en finissant ses nuits en faisant du karaoké en compagnie de sa meilleure amie Katy. Peu après avoir reçu une carte postale indiquant une adresse à Macao, qu'il pense avoir été envoyée par sa sœur, Shang-Chi est attaqué dans le bus par un groupe de soldats des Dix Anneaux emmenés par le redoutable Razor Fist. Shang-Chi parvient à les vaincre, mais révèle ainsi au passage à Katy son exceptionnelle maîtrise des arts martiaux et découvre que Razor Fist lui a volé son pendentif. Shang-Chi décide de se rendre à Macao afin de retrouver Xialing, acceptant avec réticence que Katy l'accompagne. Sur place, Shang-Chi, devenu célèbre sur Internet depuis son combat dans le bus qui a été filmé par un passager, se retrouve au milieu d'un cercle de combats clandestins. À sa grande surprise, il affronte Xialing, qui s'avère être une adversaire redoutable et une grande figure de la pègre locale. Le clou de ces combats clandestins est sur le ring, un affrontement entre le Sorcier Suprême Wong et Emil Blonsky alias l'Abomination, remporté par Wong, qui renvoie ensuite son adversaire dans la cellule ultra sécurisée de la prison supermax du Damage Control (DODC), où il purge sa peine.
Bien que vaincu dans son combat, Shang-Chi parvient à exposer à sa sœur le motif de sa venue, indiquant que les Dix Anneaux lui ont volé son pendentif et qu'ils viendront bientôt chercher celui de Xialing. En effet, un groupe de soldats attaque l'installation de Xialing, qui prend la fuite en abandonnant Shang-Chi et Katy à leur sort. Ces derniers tentent de s'enfuir également, mais Katy manque de faire une chute mortelle et ne doit son salut qu'à Xialing, revenue aider les deux amis. Bien que parvenant à lutter contre ses adversaires, Shang-Chi est forcé d'abandonner le combat lorsque son propre père Wenwu, armé de ses anneaux, se présente à lui.
Shang-Chi, Xialing et Katy sont emmenés au complexe secret des Dix Anneaux, où Wenwu leur expose les raisons de sa quête des pendentifs de ses enfants. Il a en effet entendu la voix de sa femme Li, pourtant censée être morte, lui indiquant qu'elle serait enfermée dans le village de Ta Lo dont les anciens étaient opposés à leur mariage. Les pendentifs de Shang-Chi et Xialing révèlent ainsi une carte menant au légendaire village. Toutefois, devant le refus de ses enfants de l'aider, Wenwu ordonne leur enfermement. En cellule, le groupe se retrouve nez-à-nez avec Trevor Slattery, l'acteur anglais qu'on avait fait passer à son insu pour le meneur des Dix Anneaux lors d'une confrontation contre Iron Man. Trevor explique que Wenwu l'a fait évader de prison et avant qu'il ne soit tué par l'organisation, Trevor aurait rejoué Macbeth devant eux et qu'ils ont adoré sa performance. Bien qu'il reste prisonnier chez Wenwu, il fait divers pièces de théâtre chaque samedi pour les Dix Anneaux.
Aidés par Morris, une créature acéphale originaire de Ta Lo adoptée par Slattery, le groupe parvient à s'enfuir du complexe et arrive au village de Ta Lo avant les hommes de Wenwu. Ils sont accueillis par Ying Nan, sœur de Li et donc tante de Shang-Chi et Xialing. Ces derniers, de même que Katy qui se découvre des compétences en archerie, s'entraînent en prévision d'un futur affrontement contre les Dix Anneaux et d'une potentielle catastrophe impliquant l'Hôte des Ténèbres, une gigantesque créature maléfique d'une autre dimension enfermée derrière une porte colossale. Selon Nan, c'est cette créature qui fait croire à Wenwu que Li est vivante en contrefaisant sa voix, une technique utilisée à plusieurs reprises par l'Hôte des Ténèbres dans le passé.
Pressé par sa tante d'accepter qui il est réellement, tant le garçon sensible élevé par sa mère que le combattant redoutable créé par son père, Shang-Chi acquiert une meilleure maîtrise de ses aptitudes et se confie à Katy, révélant qu'il a effectivement tué le meurtrier de sa mère, et qu'il compte désormais tuer son père pour protéger le village de Ta Lo. Le lendemain, Wenwu arrive avec ses hommes pour détruire le village et libérer sa femme. Une bataille sanglante éclate entre les villageois de Ta Lo et les soldats des Dix Anneaux, tandis que Wenwu fait route vers la porte censée garder Li. Shang-Chi affronte son père, mais ce dernier le vainc grâce à la puissance de ses anneaux et le fait sombrer dans le lac qui entoure le village.
Grâce au pouvoir de ses anneaux, Wenwu parvient à forcer la porte, libérant sur Ta Lo des hordes de créatures dévoreuses d'âmes, dont l'arrivée pousse les habitants de Ta Lo et les Dix Anneaux à s'allier après la mort d'un des meilleurs soldats chez les Dix Anneaux et quand ils réalisent que seules les armes de Talo peuvent tuer les monstres. Ignorant les créatures, Wenwu continue à tenter d'abattre la massive porte, tandis que son fils est secouru par le dragon protecteur de Ta Lo. Shang-Chi affronte à nouveau son père, et trouve cette fois-ci la force de lui tenir tête, et même de prendre le contrôle de ses anneaux. Alors qu'il est sur le point de porter le coup de grâce à son père en faisant la même technique que sa mère, Shang-Chi renonce finalement et rappelle son père à la raison. Wenwu, défait, est ensuite attaqué par l'Hôte des Ténèbres, finalement libéré. Avant que son âme ne soit consumée, Wenwu cède ses anneaux à Shang-Chi. En canalisant le pouvoir des artefacts tout en refaisant les mêmes techniques que ses parents, le jeune homme porte un coup mortel à l'Hôte des Ténèbres, affaibli par une flèche tirée à la gorge par Katy, avant qu'il n'aspire l'âme du dragon protecteur.
Le village de Ta Lo étant désormais sauvé, les survivants organisent une cérémonie en l'honneur des habitants et des soldats des Dix Anneaux tombés au combat. Shang-Chi et Katy retournent à San Francisco raconter leurs aventures auprès de leurs amis, qui ne les croient pas jusqu'à l'arrivée de Wong, le partenaire du Docteur Strange, qui vient les chercher.
Scène inter-générique
Wong recherche des informations sur les anneaux utilisés par Wenwu, qui semblent émettre un mystérieux message. Prenant part à une réunion où se trouvent également Carol Danvers alias Captain Marvel et Bruce Banner, Shang-Chi et Katy se voient indiquer qu'ils se sont désormais engagés, sans retour possible, sur le chemin des super-héros. Wong leur propose d'aller se reposer et de se préparer pour le futur, mais finalement, Shang-Chi et Katy l'invitent à faire un karaoké sur Hôtel California avec eux.
Scène post-générique
Xialing, sous couvert de démanteler le complexe des Dix Anneaux, en reprend secrètement le contrôle pour mener la puissante armée selon ses propres plans tout en refaisant le bâtiment principal à sa façon. La scène se conclut sur le message : « Les Dix Anneaux reviendront ».

## Fiche technique
Sauf indication contraire, les informations mentionnées dans cette section peuvent être confirmées par les bases de données cinématographiques IMDb et Allociné,  présentes dans la section « Liens externes ».
- Titre original : Shang-Chi and the Legend of the Ten Rings
- Titre français : Shang-Chi et la Légende des Dix Anneaux
- Réalisation : Destin Daniel Cretton
- Scénario : Destin Daniel Cretton, Dave Callaham et Andrew Lanham, d'après une histoire de Dave Callaham et Destin Daniel Cretton, d'après le personnage Shang-Chi créé par Steve Englehart et Jim Starlin[Note 6]
- Musique : Joel P. West
- Direction artistique : Mark Dawson, Jan Edwards, Laurie Faen, Michael E. Goldman, Richard Hobbs, Blake Alexander Johnson, Rachel Robb Kondrath et Jacinta Leong
- Décors : Sue Chan et Clint Wallace
- Costumes : Kym Barrett
- Photographie : Bill Pope
- Son : Dan Abrams, Sona Balam, Onnalee Blank, Eric Flickinger, Lora Hirschberg, Lauren Johnson, Mark Lindauer
- Montage : Nat Sanders, Elísabet Ronaldsdóttir (de) et Harry Yoon (en)
- Production : Kevin Feige et Jonathan Schwartz
  - Production déléguée : Victoria Alonso (en), Louis D'Esposito (es) et Charles Newirth
  - Co-production : David J. Grant
- Sociétés de production[2] :
- Société de production : Walt Disney Pictures et Marvel Studios
- Société de distribution : Walt Disney Studios Motion Pictures
- Budget : 175 millions de $ (selon JP Box.com)[3] ; 150 millions de $ (selon journaldugeek.com)[4]
- Pays de production :  États-Unis
- Langues originales : anglais, mandarin
- Format[5] : couleur (ACES) (Technicolor) - D-Cinema / DCP Digital Cinema Package - 2,39:1 (Cinémascope) (Panavision) - son IMAX 6-Track | DTS (DTS: X) | Dolby Digital | Dolby Atmos
- Genres : action, aventures, fantastique, science-fiction, super-héros, arts martiaux
- Durée : 132 minutes
- Dates de sortie[6] :
  - États-Unis : 16 août 2021 (première mondiale à Los Angeles)[7] ; 3 septembre 2021 (sortie nationale)
  - France, Belgique, Suisse romande : 1er septembre 2021[8],[9],[10]
  - Québec : 3 septembre 2021[11]
- Classification[12] :
  - États-Unis : accord parental recommandé, film déconseillé aux moins de 13 ans (PG-13 - Parents Strongly Cautioned)[Note 7]
  - France : tous publics[13]
  - Belgique : potentiellement préjudiciable jusqu'à 12 ans (Mogelijk schadelijk voor kinderen onder de 12 jaar)[9],[14]
  - Suisse romande : interdit aux moins de 12 ans[15]
  - Québec : tous publics - déconseillé aux jeunes enfants (G - General Rating)[11]

## Distribution
Sauf indication contraire, les informations mentionnées dans cette section peuvent être confirmées par les bases de données cinématographiques IMDb et Allociné,  présentes dans la section « Liens externes ».
- Simu Liu (VF : Arthur Khong ; VQ : Maël Davan-Soulas) : Xu Shang-Chi / Shaun
- Awkwafina (VF : Célia Rosich ; VQ : Pascale Montreuil) : Katy Chen
- Tony Leung Chiu-wai (VF : Serge Faliu ; VQ : Louis-Philippe Dandenault) : Xu Wenwu / le Mandarin
- Meng'er Zhang (VF : Julie Turin ; VQ : Kim Jalabert) : Xu Xialing
- Michelle Yeoh (VF : Yumi Fujimori ; VQ : Nathalie Coupal) : Ying Nan
- Fala Chen : Ying Li ; l'Hôte des Ténèbres (voix)
- Ben Kingsley (VF : Féodor Atkine ; VQ : Benoît Brière) : Trevor Slattery
- Florian Munteanu (VF : Thibaut Belfodil ; VQ : Christian Perrault) : Razor Fist
- Benedict Wong (VF : Enrique Carballido ; VQ : Pierre-Étienne Rouillard) : Wong
- Yuen Wah : Guang Bo
- Andy Le : Death Dealer
- Ronny Chieng (VF : Adrien Larmande ; VQ : Nicholas Savard L'Herbier) : Jon Jon
- Jodi Long (VF : Anne Massoteau ; VQ : Marie-Andrée Corneille) : Mrs. Chen
- Dallas Liu : Ruihua, le frère de Katy
- Tsai Chin : la grand-mère de Katy
- Fernando Chien (en) : Gao Lei
- Zach Cherry (VF : Maxime Hoareau ; VQ : Alexandre Bacon) : Klev
- Dee Bradley Baker : Morris (voix)
- Jayden Tianyi Zhang : Shang-Chi, enfant
- Arnold Sun : Shang-Chi, adolescent
- Harmonie He : Xialing, enfant
- Jade Xu (en) : Helen (caméo)
- Tim Roth : Emil Blonsky / l'Abomination (caméo)
- Brie Larson (VF : Élisabeth Ventura ; VQ : Geneviève Bédard) : Carol Danvers / Captain Marvel (caméo, scène inter-générique)
- Mark Ruffalo (VF : Rémi Bichet ; VQ : Sylvain Hétu) : Bruce Banner (caméo, scène inter-générique)
Version française
  - Studio de doublage : Dubbing Brothers
  - Direction artistique : Gilles Morvan
  - Adaptation : Philippe Videcoq

## Production

### Genèse et développement
L'idée d'une adaptation au cinéma ou dans une série du personnage est antérieure aux années 2000. Margaret Loesch, présidente et chef de la direction de Marvel Productions durant les années 1980, explique que Stan Lee était convaincu qu'une adaptation à l'écran d'histoires basées sur ce type de personnages pouvait être très populaire. Toujours selon Margaret Loesch, Stan Lee, Brandon Lee et sa mère Linda s'étaient rencontrés dans les bureaux de Marvel à ce sujet. En 2001, Stephen Norrington a signé un contrat pour réaliser un film sur Shang-Chi intitulé The Hands of Shang-Chi. En 2003, le film était en développement chez DreamWorks Pictures avec Yuen Woo-Ping à la réalisation, remplaçant Norrington, et Bruce C. McKenna à l'écriture du scénario. Ang Lee a rejoint le projet en tant que producteur en 2004, mais le film ne s'est pas concrétisé par la suite et les droits du personnage sont revenus à Marvel. En septembre 2005, le président et directeur général de Marvel, Avi Arad, a annoncé que Shang-Chi figurait parmi des idées prioritaires à développer en tant que films. À cette époque, alors que l'univers cinématographique Marvel n'est pas encore lancé, Marvel Studios obtient un financement de 525 millions de dollars pour la production de 10 futurs films qui seront distribués par Paramount Pictures. Parmi les personnages faisant l'objet d'une potentielle adaptation cinématographique figurait déjà Shang-Chi au côté des Avengers, Captain America, Nick Fury, Black Panther, Ant-Man, Cloak & Dagger, Dr. Strange, Hawkeye et Power Pack. Mais le programme annoncé ne fut pas suivi. Ce n'est que 13 ans et 18 films plus tard que le projet est relancé. En effet, fin 2018, après le succès public et critique du film Black Panther de Ryan Coogler, Marvel Studios confie au scénariste Dave Callaham l'écriture d'un scénario basé sur le personnage de Shang-Chi. En mars 2019, Destin Daniel Cretton, jusque-là principalement connu pour ses collaborations avec l'actrice Brie Larson, dans les films States of Grace (2013), Le Château de verre (2017) et La Voie de la justice (2019), est annoncé comme le réalisateur :
« I grew up without a superhero to look up to. I gravitated to Spider-Man when I was a kid, primarily because he had a mask covering his face and I could imagine myself under that mask. I would love to give my son a superhero to look up to. I feel very privileged to be a part of telling that story. »
— Destin Daniel Cretton, The Hollywood Reporter

« J'ai grandi sans pouvoir m'identifier à un super-héros. Je tournais autour de Spider-Man quand j'étais enfant parce qu'il avait un masque qui recouvrait son visage et que je pouvais m'imaginer sous le masque. J'aimerais beaucoup donner à mon fils un super-héros auquel il puisse s'identifier. Je me sens vraiment privilégié de pouvoir raconter cette histoire. »
— The Hollywood Reporter

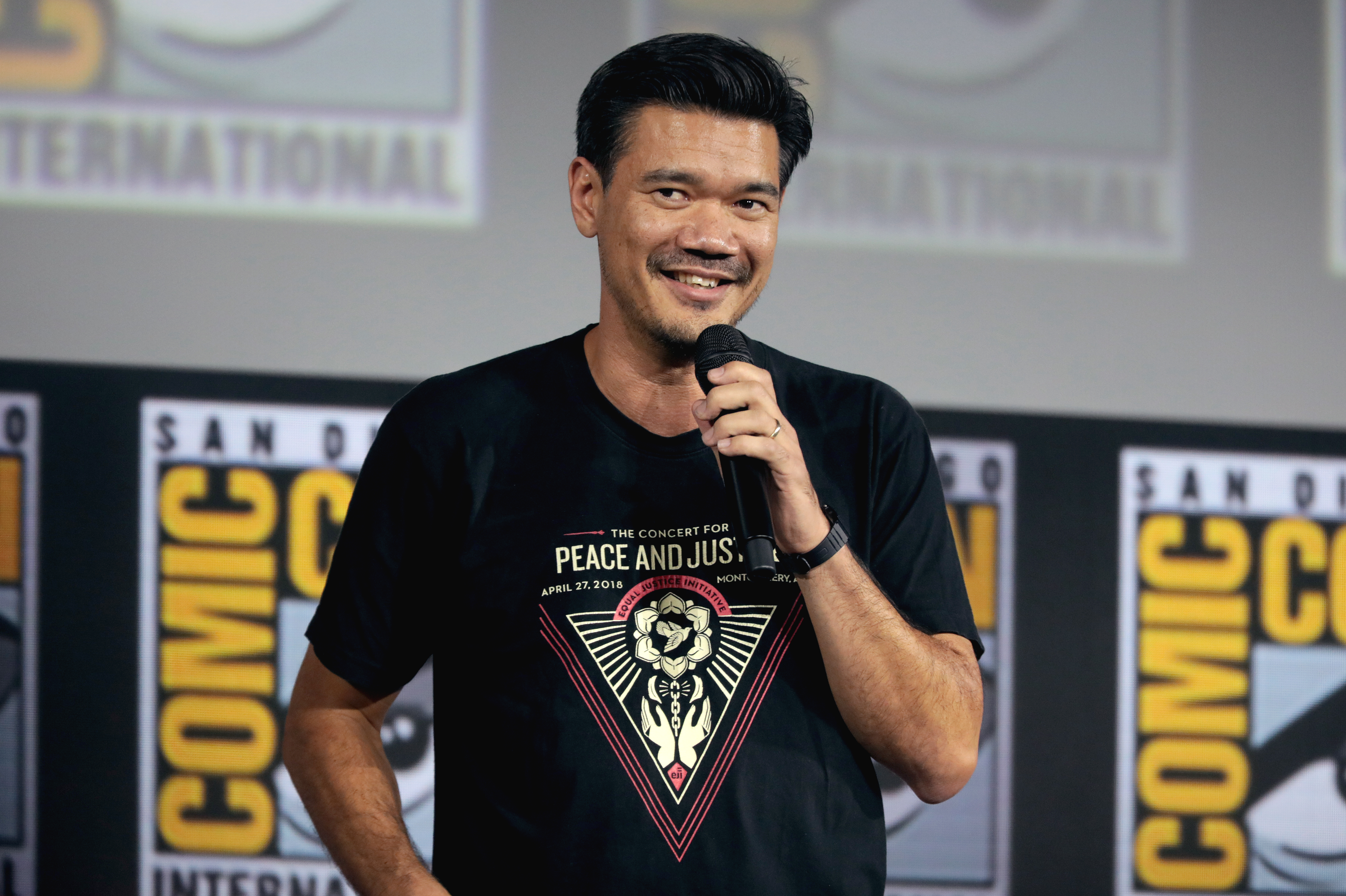
Destin Daniel Cretton, réalisateur du film, lors du San Diego Comic-Con International 2019.

Les Dix Anneaux ont été présentés pour la première fois dans Iron Man, premier film du MCU, en 2008, mais sans la présence de leur dirigeant, le Mandarin. Marvel Studios prévoyait alors de présenter le Mandarin dans un film qui pourrait rendre justice au personnage et mettre en valeur sa complexité, ce que Kevin Feige a estimé d'infaisable au sein des films Iron Man car ils se concentraient essentiellement sur Tony Stark. Selon Chris Fenton, ancien président de la société de production cinématographique DMG Entertainment basée en Chine, Marvel a proposé de créer un teaser mettant en vedette Shang-Chi et/ou le Mandarin pour le marché chinois et qui serait présenté à la fin d'Avengers. DMG a refusé l'offre, car la représentation stéréotypée négative du Mandarin dans les bandes dessinées pouvait potentiellement empêcher la sortie du film en Chine et risquer de faire fermer l'entreprise. Le Mandarin finira par apparaître dans Iron Man 3, interprété par Ben Kingsley, mais il se révèle être l'imposteur Trevor Slattery, ce dernier se faisant passer pour le Mandarin. Kevin Feige a estimé que ce faux Mandarin ne signifiait pas nécessairement qu'une version plus fidèle du personnage ne verrait pas le jour dans le MCU.
Après avoir engagé le scénariste sino-américain Dave Callaham, Marvel a commencé à rechercher des réalisateurs asiatiques et américains d'origine asiatique, l'objectif étant d'explorer des thèmes asiatiques comme ils l'avaient fait pour la culture africaine et afro-américaine avec Black Panther en 2018. Le développement du film est également intervenu à la suite du succès du film Crazy Rich Asians, aussi sorti en 2018. Le scénario de Callaham avait pour but de moderniser des éléments de l'histoire de la bande dessinée du personnage, écrite pour la première fois dans les années 1970, afin d'éviter ce que le public moderne considérerait comme des stéréotypes négatifs. Lorsqu'il a commencé à travailler sur le scénario, il a déclaré avoir été ému de devoir écrire « à partir de sa propre expérience, de sa propre perspective ». Richard Newby, de The Hollywood Reporter, a déclaré que le film pourrait avoir les mêmes effets que Black Panther en apportant une nouvelle perspective au personnage. Il a également estimé que Shang-Chi aurait pu bien fonctionner en tant que série télévisée et a déclaré que la volonté de Marvel d'en faire un film en disait long sur leur considération du personnage. Il a conclu que le film était l'occasion d'éviter les stéréotypes sur les arts martiaux.
Après avoir embauché Destin Daniel Cretton en 2019, Deborah Chow, qui avait réalisé des épisodes des séries Iron Fist et Jessica Jones, Justin Tipping et Alan Yang ont également rejoint l'équipe du film. Cretton a admis qu'il n'avait jamais été intéressé par la réalisation d'un film de super-héros, mais qu'il était attiré par le projet pour aider à créer un monde et un personnage qui permettraient aux enfants asiatiques de s'identifier. Les premières idées pour le film comprenaient une inspiration visuelle issue du cinéma chinois, sud-coréen, japonais ainsi que d'autres cinémas asiatiques, y compris l'anime, pour mettre en évidence un ton qui témoignerait du drame et de la douleur de la vie, mais aussi de l'humour. En juillet 2019, il a été annoncé que le tournage débutera en août 2020 à Sydney sous le titre de travail « Steamboat ». En effet, depuis l'Acquisition de 21st Century Fox par Disney, Marvel Studios, filiale de Disney, a à sa disposition les studios de cinéma de la Fox à Sydney. Dès avril 2019, le ministre fédéral des Arts, Mitch Fifield, annonçait une aide d'une hauteur de 24 millions de dollars pour le tournage d'un long-métrage sans titre de Marvel Studios :
« Securing this latest production will bring over $150 million of new international investment, create 4700 new Australian jobs and use the services of around 1200 local businesses. »
— Mitch Fifield, The Sydney Morning Herald

« La sécurisation de cette entreprise apportera plus de 150 millions de dollars d’investissements internationaux, plus de 4700 nouveaux emplois et utilisera les services d'environ 1200 entreprises locales. »
— The Sydney Morning Herald
Don Harwin, le ministre fédéral des Arts de la Nouvelle-Galles du Sud, a confirmé que le film en question était Shang-Chi et qu'il serait produit en simultané avec Thor: Love and Thunder.

### Pré-production et attribution des rôles
À la mi-juillet 2019, Marvel Studios a commencé à rechercher des acteurs pour le rôle de Shang-Chi, dont Lewis Tan et Simu Liu, Tan ayant joué le rôle de Zhou Cheng dans Iron Fist. Simu Liu a été pris en compte plus tôt dans le processus d'audition et a été rappelé pour une deuxième audition. Il a de nouveau audtionné pour le rôle le 14 juillet et a officiellement été choisi le 16 juillet. Awkwafina, qui a été la première actrice à rejoindre le film, a déclaré « qu'il était évident que le rôle de Shang-Chi était fait pour Simu Liu ». Leur participation au film a été annoncée par Destin Daniel Cretton et Kevin Feige lors du Comic-Con de San Diego le 20 juillet 2019, où le titre complet du film a également été dévoilé. Feige a noté la présence des Dix Anneaux tout au long du MCU et a déclaré que le Mandarin serait présent dans le film avec Tony Leung Chiu-wai dans le rôle.
Le logo des Dix Anneaux a été modifié pour le film, passant de l'inclusion de la langue mongole lors de ses précédentes apparitions dans le MCU à des caractères chinois synonymes de force et de pouvoir à la suite de l'apparition du logo dans Iron Man 3, qui avait suscité la colère du gouvernement mongol, lequel avait estimé que les écritures liaient de manière offensive le patrimoine culturel immatériel du pays à un groupe terroriste, bien qu'Oyungerel Tsedevdamba, ancien ministre de la culture, des sports et du tourisme, croyait que le changement visait davantage à apaiser le marché chinois. Ben Kingsley reprend son rôle de Trevor Slattery, permettant d'explorer pleinement la question de qui est vraiment le Mandarin dans le MCU. Destin Daniel Cretton a déclaré en octobre que la production commencerait début 2020. Le 23 octobre 2019, Kevin Feige annonce lors d'une conférence donnée devant les étudiants de la New York Film Academy que le film aura un casting composé majoritairement d'actrices et d'acteurs d'origine asiatique. Un mois plus tard, Michelle Yeoh est entrée en négociations pour obtenir un rôle dans le film, sachant qu'elle était déjà brièvement apparue dans Les Gardiens de la Galaxie Vol. 2 sous les traits du personnage d'Aleta Ogord.
En plus de Dave Callaham, Destin Daniel Cretton et Andrew Lanham ont également participé à l'écriture du scénario. Le film a été décrit comme une « épopée de super-héros combinant un drame familial émotionnel et des scènes d'action d'arts martiaux défiant la gravité ». Jonathan Schwartz a déclaré qu'une grande partie de l'arc narratif de Shang-Chi au sein des bandes dessinées est un drame familial, et Cretton voulait se concentrer sur cet aspect dans le film en explorant les antécédents familiaux brisés et abusifs de Shang-Chi. Simu Liu a fait remarquer que le personnage de Shang-Chi n'était pas aussi connu que Batman ou Spider-Man, permettant aux scénaristes du film de prendre plus de libertés créatives dans la conception de l'histoire. Cretton et Callaham étaient conscients de certains stéréotypes racistes entourant le personnage dans les bandes dessinées, Liu affirmant que toutes les personnes impliquées étaient « très sensibles à ne pas faire tomber le film dans le cliché ».
Destin Daniel Cretton a estimé que le film racontait une histoire authentique sur l'identité asiatique. Dave Callaham a déclaré qu'il n'y avait « pas une seule voix américaine d'origine asiatique » dans le film. Les membres de la distribution Simu Liu, Tonu Leung et Meng'er Zhang ont apporté leurs propres expériences personnelles, respectivement vécues au Canada, à Hong Kong et en Chine continentale pour ajouter de l'authenticité au film. De nombreuses discussions ont eu lieu concernant l'emploi du chinois ou de l'anglais pour certaines scènes, mais également le type de nourriture servie pour permettre de conserver là encore une certaine authenticité tout au long du film qui, par ailleurs, s'ouvre sur une narration directement en chinois, ce que Nancy Wang Yuen, de chez io9, a déclaré être une décision frappante de la part du MCU : commencer un film dans une langue autre que l'anglais, et continuer à l'employer pendant plusieurs scènes. Concernant l'utilisation du mandarin dans le film, le réalisateur a déclaré que le choix de la langue employée a été fait selon l'histoire des personnages, et Meng'er Zhang, dont la langue maternelle est le mandarin, a servi de professeur de dialecte pour les autres acteurs. Shang-Chi et la Légende des Dix Anneaux traite en outre de la langue asiatique et de certaines caractérisations négatives qui l'entourent en décrivant ses personnages comme ayant une connaissance variée des langues asiatiques, comme en témoigne un échange avec Katy et Jon Jon, lorsque ce dernier dit qu'il parle "ABC", mais également lorsque Shang-Chi enseigne à Katy la prononciation de son nom.
L'idée que Shang-Chi soit entouré par « beaucoup de femmes fortes » s'est formée à partir de sa confrontation avec Wenwu. Destin Daniel Cretton a déclaré qu'avoir « des femmes qui lui donnent des coups de pied dans les fesses tout au long du film était une idée excitante ». D'ailleurs, ses trois sœurs et sa femme ont été une source d'inspiration pour créer les personnages de Katy, Xialing, Ying Nan et Ying Li. En parlant de la relation entre Shang-Chi et Katy, Cretton a apprécié le fait de pouvoir montrer une amitié forte et profondément attentionnée, ce qui est rare dans les films de super-héros, ajoutant qu'une relation amoureuse entre eux aurait pu paraitre forcée. Michelle Yeoh a demandé à ce qu'une scène soit ajoutée entre son personnage et celui de Xialing, ce qui permettrait à Xialing de « sortir de l'ombre pour la première fois ». Cette scène est d'ailleurs devenue une partie importante du voyage du personnage dans le film et figurait parmi l'une des nombreuses scènes qui abordaient également le sexisme présenté dans l'histoire. Cretton a estimé que le fait de voir Xialing devenir le nouveau chef de l'organisation des Dix Anneaux dans la scène post-générique reflétait le début de sa prise de contrôle sur sa vie. Diverses versions de la scène ont existé tout au long de la production avant qu'elle ne soit déplacée après le générique, car l'équipe pensait que c'était « une idée juteuse qui permettrait d'indiquer le chemin de l'histoire à l'avenir ».

### Tournage
Le tournage a débuté en février 2020, aux Fox Studios Australia, à Sydney, mais également dans tout l'État de la Nouvelle-Galles du Sud, sous le titre de travail Steamboat. Destin Daniel Cretton a choisi Bill Pope comme directeur de la photographie et justifie son choix par le travail réalisé par ce dernier sur le film Matrix qui, selon lui, avait une bonne vision pour un film du MCU basé sur des personnages asiatiques et américains d'origine asiatique. Ce dernier a notamment été inspiré par la filmographie de Jackie Chan, la série de films Ip Man, mais aussi Tai Chi Master et Crazy Kung-Fu ainsi que par des dessins animés et des jeux vidéo.
Le 12 mars, après l'arrêt de la production des films en raison de la pandémie de Covid-19, Destin Daniel Cretton a décidé de se faire tester après avoir travaillé en compagnie de personnes potentiellement exposées. Il s'agissait également d'une précaution car il avait un fils en bas âge et il s'est isolé en attendant les résultats, qui s'avèreront être négatifs. Dans le même temps, Marvel a suspendu la production de la première unité pour le film et avait prévu que le travail de la deuxième unité se poursuive normalement. Le 13 mars, la production du film a été interrompue, alors que Disney stoppait le tournage de la plupart de ses projets. Avant cette interruption, Ronny Chieng avait rejoint le casting du film dans un rôle non dévoilé. Début avril, Disney a bouleversé l'agenda des sorties de la phase IV du MCU et a déplacé le film au 7 mai 2021 aux États-Unis.
Les travaux de construction des décors du film ont repris à la fin juillet 2020 et, le 2 août, tous les acteurs et membres de l'équipe étaient de retour pour reprendre le tournage. Il a été annoncé que toutes les personnes travaillant sur le tournage devaient rester en quarantaine pendant deux semaines, selon les précautions imposées par le gouvernement australien. Début août, toute l'équipe termine sa quarantaine et reprend le tournage quelques jours plus tard. Par la suite, Michelle Yeoh a été confirmée au sein de la distribution. Le mois suivant, la date de sortie du film a été repoussée au 9 juillet 2021, après que Black Widow ait été déplacé à la date de mai 2021. En octobre, le tournage a eu lieu à San Francisco, notamment à Russian Hill, Noe Valley et Nob Hill, ainsi qu'à Fisherman's Wharf et Ghirardelli Square. Le tournage s'est terminé le 24 octobre 2020.
Pour les scènes d'action, Destin Daniel Cretton s'est inspiré d'une gamme de styles de combat différents en raison de la présence de nombreux styles d'arts martiaux. Ceux-ci incluent ce qui a pu être vu dans le film Tigre et Dragon, mais également dans les combats "cinétiques" des films de Jackie Chan, avec Brad Allan à la coordination des cascades mais également les membres de la Jackie Chan Stunt Team chargés d'exécuter les différents styles de combat. Des chorégraphes chinois ont été embauchés pour créer des scènes de combat de style wuxia. Jonathan Schwartz a déclaré qu'il y avait une signification pour chaque style de combat dans le film. La séquence du combat dans le bus faisait partie de l'idée initiale de Cretton, et, une fois la production du film lancée, il a déclaré que Brad Allan avait apporté une touche de comédie physique à la Buster Keaton. Le coordinateur des combats, Andy Cheng, a ajouté que le combat dans le bus a pris plus d'un an à être préparé, passant par pas moins de 20 versions différentes. La séquence était partiellement terminée lorsque la production s'est arrêtée à cause de la pandémie, obligeant les personnes impliquées à réajuster la scène une fois la production relancée. Deux autobus ont été utilisés sur des nacelles mobiles pour tous les grands mouvements, et Andy Cheng a déclaré que la partie la plus technique de la scène résidait au moment où le bus se faisait couper en deux. Bien que les plans extérieurs de la séquence aient été tournés à San Francisco, les scènes à l'intérieur du bus ont été tournées à Sydney.

### Post-production
Nat Sanders et Elísabet Ronaldsdóttir ont été choisis pour monter le film aux côtés d'Harry Yoon. En décembre 2020, Marvel a révélé les rôles de certains membres de la distribution, dont Awkwafina en tant qu'amie de Shang-Chi, Katy, Michelle Yeoh en tant que Ying Nan et Ronny Chieng en tant que Jon Jon. Ils ont également annoncé le casting de Meng'er Zhang dans le rôle de Xialing, Fala Chen dans le rôle de Ying Li et Florian Munteanu dans le rôle de Razor Fist, ce dernier ayant été remarqué grâce à sa performance dans Creed 2. En mars 2021, la date de sortie du film a été repoussée au 3 septembre 2021, Black Widow étant décalé à la date de juillet 2021.
La deuxième bande-annonce officielle sortie en juin 2021 a révélé la présence de Benedict Wong au sein de la distribution, reprenant son rôle de Wong déjà apparu dans plusieurs films, ainsi que de l'Abomination, apparu pour la première fois dans L'Incroyable Hulk, et toujours interprété par Tim Roth, Kevin Feige appreciant le retour du personnage après plus d'une décennie depuis sa première et dernière apparition dans le MCU.
La scène inter-générique du film, qui présente Mark Ruffalo dans le rôle de Bruce Banner et Brie Larson dans le rôle de Carol Danvers, a été conçue à la fin de la production du film par Cretton pour aborder les origines des Dix Anneaux. Dave Callaham a précisé que de nombreuses origines ont été imaginées pour le film, avant qu'il ne soit décidé de laisser planer une ambiguïté pour la reprendre plus tard dans le MCU. Il a également déclaré qu'il s'agissait d'un choix intentionnel après avoir réalisé que cela ne faisait aucune différence une fois le film visionné. Destin Daniel Cretton souhaitait, au sein de la scène, voir Wong participer à un karaoké en compagnie de Shang-Chi et Katy sur la chanson Hotel California, mais en revanche, il ne savait pas quels personnages supplémentaires issus des Avengers apparaîtraient, et ce jusqu'à la fin de la post-production. Les personnages de Banner et Danvers ont tous les deux été choisis car ils sont associés aux aspects scientifiques et spatiaux du MCU. De plus, Callaham pensait que Brie Larson apparaissait dans le film à la suite de ses collaborations avec Cretton sur States of Grace, Le Château de verre et La Voie de la justice. Bien que Cretton ait réitéré que l'apparence de Danvers avait une importance pour la scène, il a reconnu, en plaisantant, que cela prolongeait le caractère de ses apparitions dans les films et il a déclaré qu'il « aimait inclure les gens qu'il aime dans ses films ». Mark Ruffalo et Brie Larson ont tourné la scène début 2021 lors de reshoots. Kevin Feige a déclaré que la scène était censée indiquer « à quel point Shang-Chi était important pour le MCU », comparant son apparition à celle de Nick Fury dans la scène post-générique d'Iron Man.

#### Effets visuels
Seize studios spécialisés dans les effets spéciaux ont travaillé sur le film, allant jusqu'à trois studios pour une même scène, créant plus de 2000 plans, dont plus de 1700 pour la bataille finale. Le superviseur des effets visuels, Joe Farrell, a décrit le processus comme un « déplacement de pièces d'échecs ». 40 à 50 des 168 plans de la séquence du combat dans le bus étaient principalement numériques, l'ensemble de l'environnement nécessitant une recréation numérique du bus, des bâtiments et des personnes. Farrell a déclaré que les mouvements de la scène rendaient le montage difficile, en particulier en ce qui concerne les neuf passagers. Ils ont été cartographiés pour savoir où ils se trouvaient à tout moment et ont parfois été déplacés numériquement. Joe Farrell, qui a dû rester à Sydney en raison de la pandémie de Covid-19, a organisé le tournage devant avoir lieu à San Francisco en se servant de Google Street View, et il a également embauché des membres de l'équipe qui avaient travaillé sur la franchise Fast and Furious pour filmer la séquence. Pour la scène de combat qui se déroule sur un échafaudage à Macao, les équipes ont mis en place un gigantesque écran bleu à 360° autour du décor, et Rodeo FX s'est chargé du travail de rotoscopie nécessaire à la séquence. Une grande partie du centre-ville de Macao a été créée numériquement, Farrell supervisant la séquence à distance depuis Sydney après avoir demandé à des équipages de drones de cartographier la zone sur Google Earth.
La scène de l'eau se transformant en carte vers le village de Ta Lo a subi de nombreuses modifications pour déterminer comment cette information devait être montrée. La créature appelée Morris été inspirée par le chien de la famille de Cretton, un teckel de 15 ans. Des images de hunduns ont été incluses au début du développement du film en tant qu'inspiration potentielle, et Cretton désirait en présenter au moins une dans le film d'une manière ou d'une autre après les avoir vues. Morris n'était qu'un détail d'écran vert pendant le tournage, Ben Kingsley ayant aidé à lui donner vie. Plusieurs designs différents ont été testés pour le personnage, dont un qui le faisait ressembler à un poulet plumé, mais l'équipe créative voulait s'assurer que Morris resterait mignon, ce qui était difficile car les yeux et le visage d'un personnage aident à transmettre son émotion, ce dernier n'en possédant pas. Pour cela, elle s'est rabattue sur l'apparence de sa fourrure et de ses plumes.

## Musique

### Shang-Chi and the Legend of the Ten Rings (Original Score)
Bandes originales de l'univers cinématographique Marvel
Black Widow
(2021) Les Éternels
(2021)

La musique du film est composée par Joel P. West, ce dernier ayant travaillé sur les quatre derniers films de Destin Daniel Cretton. L'enregistrement a débuté aux Studios Abbey Road, à Londres, en juin 2021. La bande son du film a été publiée numériquement par Marvel Music et Hollywood Records le 1er septembre 2021.
| Liste des titres | Liste des titres          | Liste des titres | Liste des titres | Liste des titres | Liste des titres | Liste des titres | Liste des titres | Liste des titres | Liste des titres |
| No               | Titre                     | Durée            |                  |                  |                  |                  |                  |                  |                  |
| ---------------- | ------------------------- | ---------------- | ---------------- | ---------------- | ---------------- | ---------------- | ---------------- | ---------------- | ---------------- |
| 1.               | Xu Shang-Chi              | 2:55             |                  |                  |                  |                  |                  |                  |                  |
| 2.               | Your Father               | 3:13             |                  |                  |                  |                  |                  |                  |                  |
| 3.               | The Bamboo Spring         | 3:18             |                  |                  |                  |                  |                  |                  |                  |
| 4.               | Your Mother               | 2:05             |                  |                  |                  |                  |                  |                  |                  |
| 5.               | Training                  | 1:55             |                  |                  |                  |                  |                  |                  |                  |
| 6.               | Brother and Sister        | 1:38             |                  |                  |                  |                  |                  |                  |                  |
| 7.               | Three Days                | 1:24             |                  |                  |                  |                  |                  |                  |                  |
| 8.               | Don't Look Down           | 4:09             |                  |                  |                  |                  |                  |                  |                  |
| 9.               | Revenge                   | 1:35             |                  |                  |                  |                  |                  |                  |                  |
| 10.              | My Son is Home            | 2:19             |                  |                  |                  |                  |                  |                  |                  |
| 11.              | Zhe Zhi                   | 2:55             |                  |                  |                  |                  |                  |                  |                  |
| 12.              | Together Soon             | 1:14             |                  |                  |                  |                  |                  |                  |                  |
| 13.              | Stay in the Pocket        | 1:45             |                  |                  |                  |                  |                  |                  |                  |
| 14.              | The Waterfall             | 2:28             |                  |                  |                  |                  |                  |                  |                  |
| 15.              | Ancestors                 | 4:12             |                  |                  |                  |                  |                  |                  |                  |
| 16.              | Who You Are               | 2:39             |                  |                  |                  |                  |                  |                  |                  |
| 17.              | A Blood Dept              | 6:16             |                  |                  |                  |                  |                  |                  |                  |
| 18.              | Grief                     | 2:06             |                  |                  |                  |                  |                  |                  |                  |
| 19.              | Is This What You Wanted ? | 3:17             |                  |                  |                  |                  |                  |                  |                  |
| 20.              | The Deep                  | 2:35             |                  |                  |                  |                  |                  |                  |                  |
| 21.              | Inheritance               | 4:29             |                  |                  |                  |                  |                  |                  |                  |
| 22.              | I Won't Leave You Again   | 4:13             |                  |                  |                  |                  |                  |                  |                  |
| 23.              | The Light and the Dark    | 1:46             |                  |                  |                  |                  |                  |                  |                  |
| 24.              | Qingmig Jie               | 2:17             |                  |                  |                  |                  |                  |                  |                  |
| 25.              | Family                    | 1:36             |                  |                  |                  |                  |                  |                  |                  |
| 1:08:19          |                           |                  |                  |                  |                  |                  |                  |                  |                  |

### Shang-Chi and the Legend of the Ten Rings: The Album
Singles
1. Lazy Susan
Sortie : 10 août 2021
2. Every Summertime
Sortie : 10 août 2021
3. Run It
Sortie : 12 août 2021
4. In the Dark
Sortie : 20 août 2021

Marvel Music, Hollywood Records et Interscope Records ont également sorti quatre chansons indépendantes avant la sortie du film : Lazy Susan de 21 Savage et Rich Brian, Every Summertime de NIKI, Run It de DJ Snake, Rick Ross et Rich Brian, et In the Dark de Swae Lee. Un album contenant ces chansons est sorti le 3 septembre, en plus des chansons de JJ Lin, Saweetie, Anderson .Paak ainsi que d'autres artistes, et il a été produit par Sean Miyashiro et 88rising,.
| 1.    | Always Rising (interprété par NIKI, Rich Brian et Warren Hue)            | Rich Brian, Craig Balmoris, Daniel Krieger, Daniel Tannenbaum, Nicole Zefanya, Tyler Mehlenbacher et Warren Hue                                                                             | Bekon, Balmoris, The Donuts                             | 3:04 |
| 2.    | Diamond + and Pearls (interprété par DPR Live et DPR Ian and peace)      | Balmoris, Krieger, Tannenbaum, Gaspard Augé, Xavier de Rosnay, Sean Miyashiro, Serge Gainsbourg et Mehlenbacher                                                                             | Bekon, Balmoris, Miyashiro, The Donuts                  | 3:39 |
| 3.    | In the Dark (interprété par Swae Lee et Jhené Aiko)                      | Carter Lang, Jhené Aiko, Khalif Brown, Louis Bell, Teo Halm et Westen Weiss | Bell, Halm                                              | 2:41 |
| 4.    | Lazy Susan (interprété par 21 Savage, Rich Brian, Warren Hue et MaSiWei) | Ahmar Bailey, Alda Agustiano, Imanuel, Marvel Comics, Marvel Music, Rogét Chahayed, Sheyaa Bin Abraham-Joseph, Siwei Ma, Taylor Dexter, Hue et Wesley Singerman                             | Chong the Nomad, Kid Hazel, Chahayed, Taydex, Singerman | 4:39 |
| 5.    | Nomad (interprété par Zion.T et Gen Hoshino)                             | Danny Chung, Gen Hoshino, Jack Latham, Vince et Zion.T, Kush | Jam City                                                | 3:24 |
| 6.    | Fire in the Sky (interprété par Anderson .Paak)                          | Alissia Benveniste, Anderson .Paak, Bruno Mars, Chahayed, Son Tzu, Dexter et Singerman | Chayahed, Taydex, Singerman                             | 3:21 |
| 7.    | Lose Control (interprété par JJ Lin)                                     | Balmoris, Tannenbaum, Marius Feder, Marvel Comics, Marvel Music, Pete Gonazales, Miyashiro, Sergiu Gherman et Mehlenbacher                                                                  | Bekon, Balmoris, Miyashiro, The Donuts                  | 4:14 |
| 8.    | Every Summertime (interprété par NIKI)                                   | Jacob Ray et Zefanya | Ray, NIKI                                               | 3:35 |
| 9.    | Never Gonna Come Down (interprété par Mark Tuan et Bibi)                 | Chris Miles, Lewis Hughes, Marvel Comics, Marvel Music, Nicholas Audino, Te Whiti, Warbrick et Hue                                                                                          | Nick "Unknown Nick" Audino, SICKDRUMZ                   | 3:23 |
| 10.   | Foolish (interprété par Rich Brian, Warren Hue et Guapdad 4000)          | Imanuel, Miles, Balmoris, Krieger, Tannenbaum, Guapdad 4000, Marvel Comics, Marvel Music, Mehlenbacher et Hue                                                                               | Bekon, Balmoris, Miyashiro, The Donuts                  | 2:57 |
| 11.   | Clocked Out! (interprété par Audrey Nuna et NIKI)                        | Audrey Nuna, Jeremy Reeves, Jonathan Yip, Marvel Comics, Marvel Music, NIKI, Ray Charles McCullough II et Ray Romulus                                                                       | The Stereotypes                                         | 3:10 |
| 12.   | Act Up (interprété par Rich Brian et EarthGang)                          | August Grant, Barney Bones, Imauel, Krieger, Tannenbaum, Feder, Marvel Comics, Marvel Music, Olu Fann, Gherman, Mehlenbacher et WowGr8                                                      | Bekon, Craig Balmoris, Sean Miyashiro, The Donuts       | 3:18 |
| 13.   | Baba Says (interprété par Adawa et Shayiting EL)                         | Ada Wa, Miles, Jorgen Odegard, Marvel Comics, Marvel Music, Sha Yi Ting et Hue | Jordan Odegard                                          | 4:23 |
| 14.   | Run It (interprété par DJ Snake, Rick Ross et Rich Brian)                | Imanuel, Christian Dold, DJ Snake, Marvel Comics, Rick Ross et Sim | Diamond Pistols, DJ Snake, Sim                          | 2:43 |
| 15.   | Swan Song (interprété par Saweetie et NIKI)                              | Diamonté Harper, Ray, Marvel Comics, Marvel Music et Zefanya | Ray                                                     | 2:47 |
| 16.   | War With Heaven (interprété par Keshi)                                   | Grant, Ray, Patrick "JQue" Smith, Dexter, Tyrone Fuller et Singerman | Ray, Taylor Dexter, Singerman                           | 3:13 |
| 17.   | Hot Soup (interprété par 88rising et Simu Liu)                           | Balmoris, Krieger, Tannenbaum, Miyashiro et Mehlenbacher | Bekon, Balmoris, The Donuts                             | 3:07 |
| 18.   | Warriors (interprété par Warren Hue et Seori)                            | Grant, Balmoris, DJ Dahi, Krieger, Tannebaum, Isaac DeBoni, Feder, Marvel Comics, Marvel Hero Tunes, Marvel Music, Michael Mule, Pete Gonzales, Gherman, Mehlenbacher, Tyrone Fuller et Hue | Bekon, Balmoris, DJ Dahi, Miyashiro, The Donuts         | 3:59 |
| 61:37 |                                                                          | |                                                         |      |

## Accueil

### Sortie
La sortie américaine est à l'origine prévue pour le 12 février 2021, jour du Nouvel An chinois. Cependant, à la suite de la pandémie de Covid-19, Disney décale les dates de sortie de tous ses films. En conséquence, le film devait sortir le 7 mai 2021 aux États-Unis, à la place de Doctor Strange in the Multiverse of Madness. Après de nouveaux changements du calendrier de sorties, il est repoussé au 7 juillet 2021, puis au 1er septembre 2021.
Le film n'a pas de sortie prévue en Chine. Des commentaires de Simu Liu lors d'une interview accordée en 2017 à CBC, dans laquelle il évoque la Chine comme un « pays du tiers-monde » dans lequel le peuple « mourait de faim », ont largement circulé sur les réseaux sociaux chinois et ont été jugés insultants par une partie des utilisateurs, ce qui pourrait compromettre une future sortie.

### Box-office
| Pays ou région    | Box-office        | Date d'arrêt du box-office | Nombre de semaines |
| ----------------- | ----------------- | -------------------------- | ------------------ |
| États-Unis Canada | 224 543 292 $     | 11 octobre 2021            | 5                  |
| France            | 1 380 552 entrées | 1er décembre 2021          | 12                 |
| Total mondial     | 432 233 010 $     | -                          | -                  |

## Distinctions
Entre 2021 et 2022, le film Shang-Chi et la Légende des Dix Anneaux a été sélectionné 86 fois dans diverses catégories et a remporté 20 récompenses,.

### Nomination
- Oscars 2022 : Meilleurs effets visuels pour Dan Oliver, Christopher Townsend, Joe Farrell et Sean Noel Walker.